# We Are Finley
We Are Finley è il primo album live della rock band Finley, pubblicato il 17 maggio 2019. Contiene 14 tracce dal vivo e l'inedito San Diego.

## Tracce
1. Armstrong (Live) – 4:11
2. Gruppo Randa (Live) – 4:45
3. Diventerai una star (Live) – 4:07
4. Tutto quello che ho (Live) – 3:54
5. Il tempo di un minuto (Live) – 3:42
6. Sole di Settembre (Live) – 5:00
7. Domani (Live) – 4:14
8. Ricordi (Live) – 4:07
9. Adrenalina (Live) – 3:28
10. Scegli me (Live) – 4:04
11. Ad occhi chiusi (Live) – 4:09
12. Odio il DJ (Live) – 3:20
13. Fumo e cenere (Live) – 4:05
14. Tutto è possibile (Live) – 4:54
15. San Diego – 3:15

Durata totale: 61:15